# Czerapuńdżi
Czerapuńdżi (Czerrapundżi, Ćerapuńdźi), ang. Cherrapunji – miasto leżące w północno-wschodniej części Indii w stanie Meghalaya na płaskowyżu Śilong (Szilong) (stoki Himalajów). W 2001 roku miasto zamieszkiwało 10 086 ludzi.
Czerapuńdżi jest miastem o największej na świecie średniej ilości opadów atmosferycznych, która wynosi ok. 11 000 mm. Między sierpniem 1860 roku a lipcem 1861 roku zanotowano największy na świecie roczny opad deszczu, wynoszący 26 460 mm. Typ klimatu: zwrotnikowy wilgotny, monsunowy.